# FA Premier League 2003/2004
FA Premier League 2003/2004 vanns av Arsenal som gick obesegrade genom hela säsongen.

## Personal och dräkter
| Lag                     | Manager         | Lagkapten        | Dräkttillverkare | Tröjsponsor          |
| ----------------------- | --------------- | ---------------- | ---------------- | -------------------- |
| Arsenal                 | Arsène Wenger   | Thierry Henry    | Nike             | O²                   |
| Aston Villa             | David O'Leary   | Olof Mellberg    | Diadora          | Rover                |
| Birmingham City         | Steve Bruce     | Kenny Cunningham | Le Coq Sportif   | Flybe.com            |
| Blackburn Rovers        | Graeme Souness  | Garry Flitcroft  | Kappa            | HSA                  |
| Bolton Wanderers        | Sam Allardyce   | Jay-Jay Okocha   | Reebok           | Reebok               |
| Charlton Athletic       | Alan Curbishley | Matt Holland     | Joma             | AllSports            |
| Chelsea                 | Claudio Ranieri | Marcel Desailly  | Umbro            | FlyEmirates          |
| Everton                 | David Moyes     | David Weir       | Puma             | Kejian               |
| Fulham                  | Chris Coleman   | Lee Clark        | Puma             | dabs.com             |
| Leeds United            | Eddie Gray      | Dominic Matteo   | Puma             | Whyte & Mackay       |
| Leicester City          | Micky Adams     | Matt Elliott     | Le Coq Sportif   | Alliance & Leicester |
| Liverpool               | Gérard Houllier | Steven Gerrard   | Reebok           | Carlsberg            |
| Manchester City         | Kevin Keegan    | Sylvain Distin   | Reebok           | First Advice         |
| Manchester United       | Alex Ferguson   | Roy Keane        | Nike             | Vodafone             |
| Middlesbrough           | Steve McClaren  | Gareth Southgate | Erreà            | Dial-a-Phone         |
| Newcastle United        | Bobby Robson    | Alan Shearer     | Adidas           | Northern Rock        |
| Portsmouth              | Harry Redknapp  | Teddy Sheringham | Pompey Sport     | ?                    |
| Southampton             | Paul Sturrock   | Claus Lundekvam  | Saints           | Friends Provident    |
| Tottenham Hotspur       | David Pleat     | Jamie Redknapp   | Kappa            | Thomson              |
| Wolverhampton Wanderers | Dave Jones      | Paul Ince        | Admiral          | Doritos              |

## Tabell
| Nr | Lag                         | S  | V  | O  | F  | GM | IM | MS  | P  |
| -- | --------------------------- | -- | -- | -- | -- | -- | -- | --- | -- |
| 1  | Arsenal                     | 38 | 26 | 12 | 0  | 73 | 26 | +47 | 90 |
| 2  | Chelsea                     | 38 | 24 | 7  | 7  | 67 | 30 | +37 | 79 |
| 3  | Manchester United (RM)      | 38 | 23 | 6  | 9  | 64 | 35 | +29 | 75 |
| 4  | Liverpool                   | 38 | 16 | 12 | 10 | 55 | 37 | +18 | 60 |
| 5  | Newcastle United            | 38 | 13 | 17 | 8  | 52 | 40 | +12 | 56 |
| 6  | Aston Villa                 | 38 | 15 | 11 | 12 | 48 | 44 | +4  | 56 |
| 7  | Charlton Athletic           | 38 | 14 | 11 | 13 | 51 | 51 | 0   | 53 |
| 8  | Bolton Wanderers            | 38 | 14 | 11 | 13 | 48 | 56 | −8  | 53 |
| 9  | Fulham                      | 38 | 14 | 10 | 14 | 52 | 46 | +6  | 52 |
| 10 | Birmingham City             | 38 | 12 | 14 | 12 | 43 | 48 | −5  | 50 |
| 11 | Middlesbrough               | 38 | 13 | 9  | 16 | 44 | 52 | −8  | 48 |
| 12 | Southampton                 | 38 | 12 | 11 | 15 | 44 | 45 | −1  | 47 |
| 13 | Portsmouth (U)              | 38 | 12 | 9  | 17 | 47 | 54 | −7  | 45 |
| 14 | Tottenham Hotspur           | 38 | 13 | 6  | 19 | 47 | 57 | −10 | 45 |
| 15 | Blackburn Rovers            | 38 | 12 | 8  | 18 | 51 | 59 | −8  | 44 |
| 16 | Manchester City             | 38 | 9  | 14 | 15 | 55 | 54 | +1  | 41 |
| 17 | Everton                     | 38 | 9  | 12 | 17 | 45 | 57 | −12 | 39 |
| 18 | Leicester City (U)          | 38 | 6  | 15 | 17 | 48 | 65 | −17 | 33 |
| 19 | Leeds United                | 38 | 8  | 9  | 21 | 40 | 79 | −39 | 33 |
| 20 | Wolverhampton Wanderers (U) | 38 | 7  | 12 | 19 | 38 | 77 | −39 | 33 |